# 1201
Évszázadok: 12. század – 13. század – 14. század
Évtizedek: 1150-es évek – 1160-as évek – 1170-es évek – 1180-as évek – 1190-es évek – 1200-as évek – 1210-es évek – 1220-as évek – 1230-as évek – 1240-es évek – 1250-es évek
Évek: 1196 – 1197 – 1198 – 1199 –  1200 – 1201 – 1202 – 1203 – 1204 – 1205 – 1206

## Események

### Helyek szerint

#### Európa
- Riga városi jogokat kap.

##### Magyarország
- Imre király a pápának ígért keresztes hadjárat helyett Szerbiára tör, mivel Nemanja István szerb fejedelem koronát kért a pápától. Imre elűzi a fejedelmet és meghódítja Szerbiát, valamint Bulgária nagy részét.

## Születések
- október 9. – Robert de Sorbon francia teológus a párizsi Sorbonne egyetem alapítója. († 1274).
- III. Ferdinánd kasztíliai király († 1252).

## Halálozások
- július 29. – Merániai Ágnes, II. Fülöp Ágost francia király felesége
- szeptember 5. – Constance, Bretagne hercegnője. (* 1161)